# Piet de Zoete
Piet de Zoete (L'Aia, 6 novembre 1943 – 28 maggio 2023) è stato un allenatore di calcio e calciatore olandese, di ruolo centrocampista.

## Carriera

### Giocatore

#### Club
Dopo aver giocato per le giovanili del Loosduinen, de Zoete ha giocato tutta la carriera nell'ADO Den Haag, tranne che per una piccola parentesi nel San Francisco Gales nel 1967.
Infatti nell'estate 1967, con l'ADO Den Haag nelle vesti del San Francisco Golden Gate Gales, disputa l'unica edizione del campionato dell'United Soccer Association, lega calcistica nordamericana che poteva fregiarsi del titolo di campionato di Prima Divisione su riconoscimento della FIFA, nel 1967: quell'edizione della Lega fu disputata utilizzando squadre europee e sudamericane in rappresentanza di quelle della USA, che non avevano avuto tempo di riorganizzarsi dopo la scissione che aveva dato vita al campionato concorrente della National Professional Soccer League. I Golden Gate Gales non superarono le qualificazioni per i play-off, chiudendo la stagione al secondo posto della Western Division.
Nell'ADO Den Haag ha giocato in totale più di 300 partite, segnano 23 goal; è arrivato in finale di KNVB beker per cinque volte, riuscendo a vincere il titolo una sola volta, nel 1967-1968, vincendo la finale contro l'Ajax (2-1).
Ha giocato la sua ultima partita con l'ADO il 28 aprile 1974, nel match perso 3-0 contro il PSV.
Nel 1967, con l'ADO Den Haag nelle vesti del San Francisco Golden Gate Gales, disputa l'unica edizione del campionato dell'United Soccer Association, lega calcistica nordamericana che poteva fregiarsi del titolo di campionato di Prima Divisione su riconoscimento della FIFA, nel 1967: quell'edizione della Lega fu disputata utilizzando squadre europee e sudamericane in rappresentanza di quelle della USA, che non avevano avuto tempo di riorganizzarsi dopo la scissione che aveva dato vita al campionato concorrente della National Professional Soccer League. I Golden Gate Gales non superarono le qualificazioni per i play-off, chiudendo la stagione al secondo posto della Western Division.

#### Nazionale
In totale ha giocato tre partite con la Nazionale olandese, senza mai segnare; ha esordito con gli Oranje il 18 settembre 1966 a Vienna nell'amichevole persa contro l'Austria (2-1), subentrando al 79º al posto di Bennie Muller.

### Allenatore
Piet de Zoete ha allenato a più riprese l'ADO Den Haag, subentrando nella stagione 1980-1981 ad Hans Kraaij, nella 1987-1988 a Pim van de Meent e nella 2000-2001 a Stanley Brard.

## Statistiche

### Cronologia presenze e reti in Nazionale
| Cronologia completa delle presenze e delle reti in nazionale ― Paesi Bassi | Cronologia completa delle presenze e delle reti in nazionale ― Paesi Bassi | Cronologia completa delle presenze e delle reti in nazionale ― Paesi Bassi | Cronologia completa delle presenze e delle reti in nazionale ― Paesi Bassi | Cronologia completa delle presenze e delle reti in nazionale ― Paesi Bassi | Cronologia completa delle presenze e delle reti in nazionale ― Paesi Bassi | Cronologia completa delle presenze e delle reti in nazionale ― Paesi Bassi | Cronologia completa delle presenze e delle reti in nazionale ― Paesi Bassi |
| Data                                                                       | Città                                                                      | In casa                                                                    | Risultato                                                                  | Ospiti                                                                     | Competizione                                                               | Reti                                                                       | Note                                                                       |
| -------------------------------------------------------------------------- | -------------------------------------------------------------------------- | -------------------------------------------------------------------------- | -------------------------------------------------------------------------- | -------------------------------------------------------------------------- | -------------------------------------------------------------------------- | -------------------------------------------------------------------------- | -------------------------------------------------------------------------- |
| 18-9-1966                                                                  | Vienna                                                                     | Austria                                                                    | 2 – 1                                                                      | Paesi Bassi                                                                | Amichevole                                                                 | -                                                                          | 79’                                                                        |
| 5-4-1967                                                                   | Lipsia                                                                     | Germania Est                                                               | 4 – 3                                                                      | Paesi Bassi                                                                | Qual. Euro 1968                                                            | -                                                                          |                                                                            |
| 29-11-1967                                                                 | Rotterdam                                                                  | Paesi Bassi                                                                | 3 – 1                                                                      | Unione Sovietica                                                           | Amichevole                                                                 | -                                                                          |                                                                            |
| Totale                                                                     |                                                                            | Presenze                                                                   | 3                                                                          |                                                                            | Reti                                                                       | 0                                                                          |                                                                            |

## Palmarès
- Coppa dei Paesi Bassi: 1

ADO Den Haag: 1967-1968